# عقد لمفية بطنية
العقد اللمفية البطنية (بالإنجليزية: Celiac lymph nodes)‏ هي عقد لمفية ترتبط مع أفرع الشريان البطني، وتقع في ثلاث مجموعاتٍ لمفية: معدية، كبدية، طحالية.

## معرض الصور

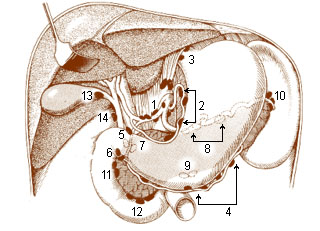
العقد اللمفية لتجويف البطن